# روبرت وايت (لاعب كرة قدم أسترالية)
روبرت وايت (بالإنجليزية: Robert White)‏ هو لاعب كرة قدم أسترالية أسترالي، ولد في 6 مارس 1895، وتوفي في 23 أبريل 1982.

## وصلات خارجية
- روبرت وايت على موقع AustralianFootball.com (الإنجليزية)
- روبرت وايت على موقع AFLtables.com (الإنجليزية)